# Rozadas (La Coruña)
Rozadas (en gallego y oficialmente, As Rozadas) es una aldea española situada en la parroquia de Rodieiros, del municipio de Boimorto, en la provincia de La Coruña, Galicia.

## Demografía
| Gráfica de evolución demográfica de Rozadas entre 2000 y 2018 |
|                                                               |
| Datos según el nomenclátor publicado por el INE.              |